# Малопольский путь Святого Иакова

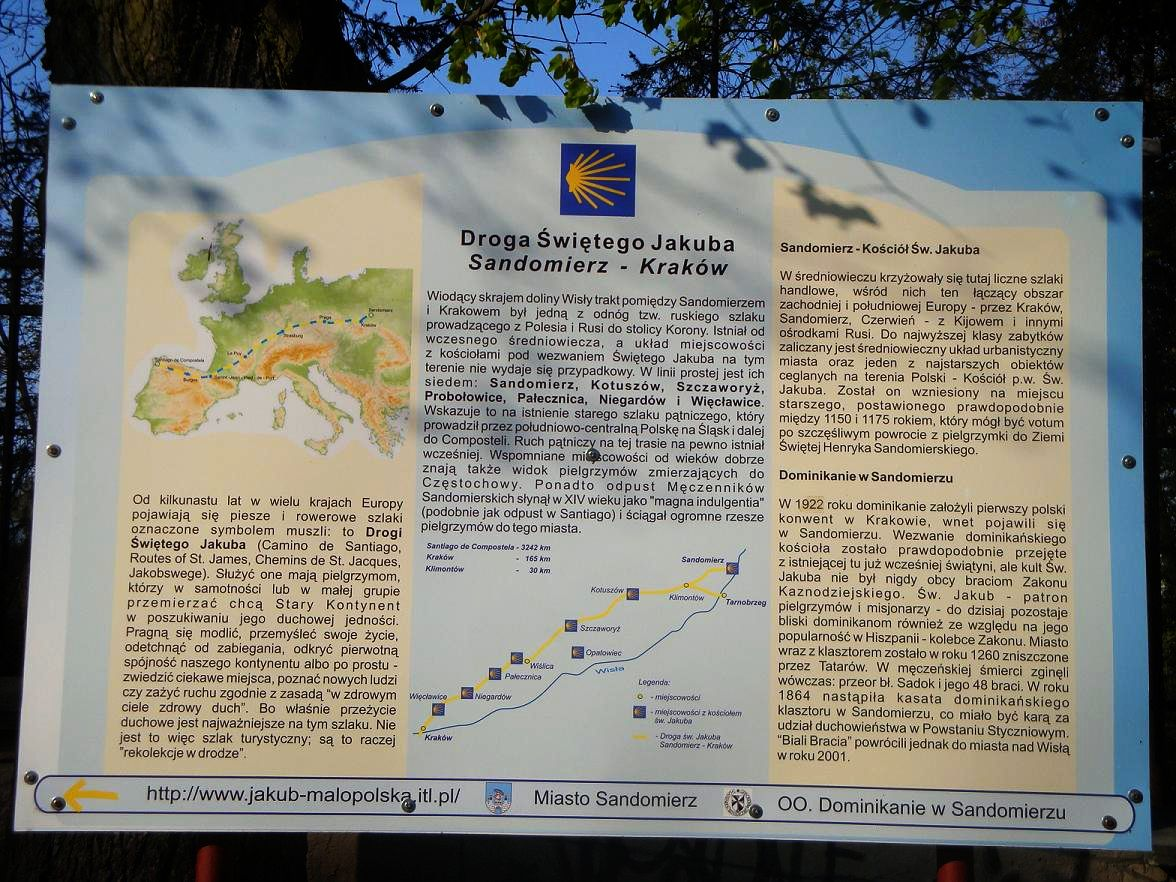
Информационный стенд возле Церкви святого Иакова, Сандомир, Польша

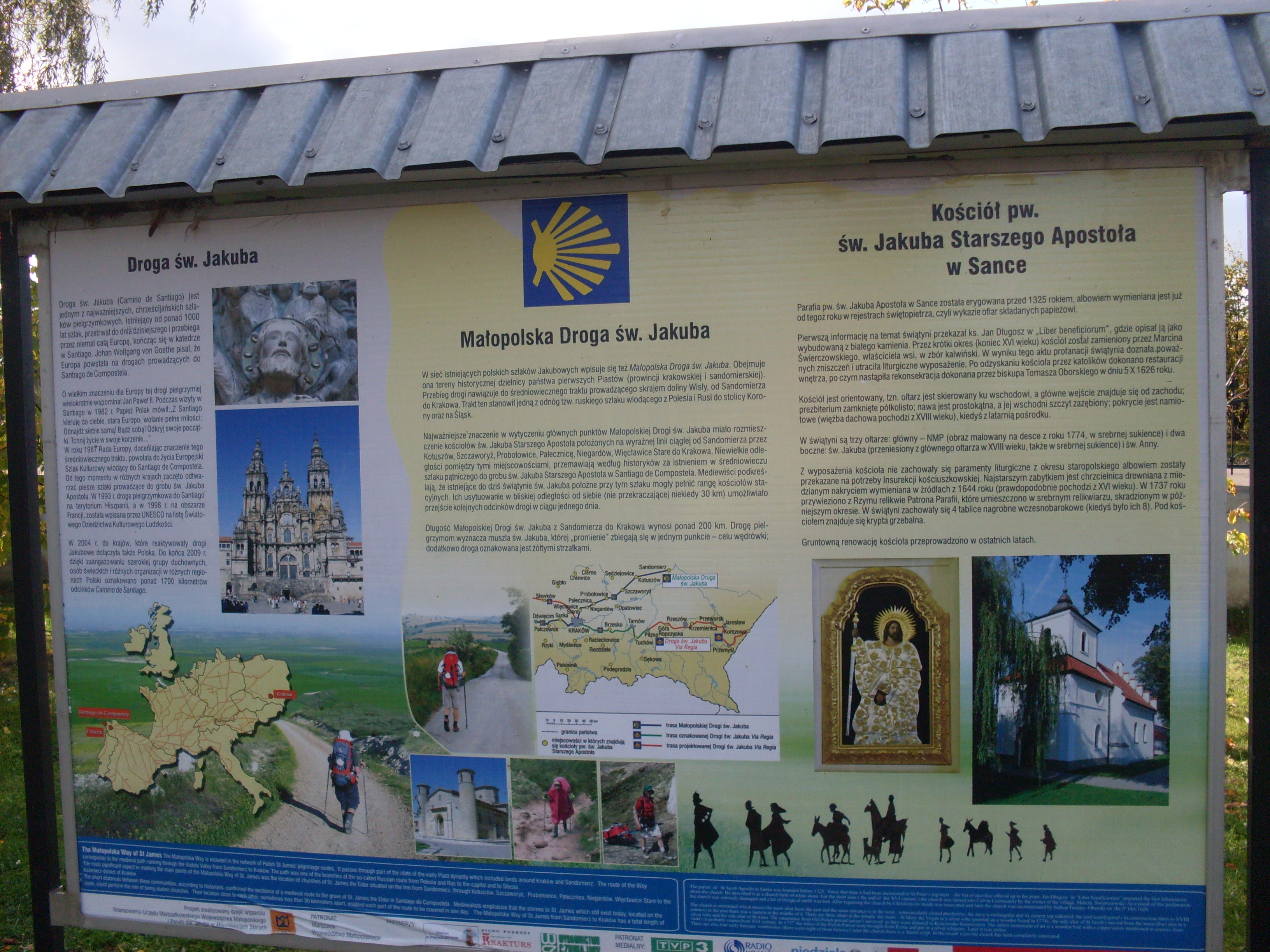
Информационный стенд

Малопольский Путь Святого Иакова — одна из польских частей глобального европейского велосипедно-пешеходного паломническо-туристического маршрута. Малопольский путь святого Иакова начинается в Сандомире и заканчивается в Кракове. В будущем планируется перенести начало этого пути в Люблин.

## История
В средние века во многих странах Европы стали появляться пешие паломничества, называемые «Дорога святого Иакова». Эти пешие паломничества были своеобразным заменителем известного испанского паломничества «Путь Святого Иакова» для тех паломников, которые по разным причинам не могли посетить Испанию. В Польше такое паломничество называется «Великий Польский Путь Святого Иакова», частью которого является Малопольский Путь святого Иакова. В 90-е годы XX века Европейский Союз официально объявил о своей поддержке всеевропейского пути святого Bакова как знак европейского единства и культуры. В Польше популярность Пути святого Иакова увеличилась после вступления страны в Европейский Союз и отмены пограничного контроля в рамках Шенгенской зоны.
В будущем планируется продолжить Великий Польский Путь святого Иакова, который состоит из Малопольского Пути, Силезского Пути, Северного Польского пути, Силезско-Моравского Пути и Via Cervimontana до Германии или до Чехии. Таким образом Великий Польский Путь святого Иакова соединится с испанским Путём святого Иакова, заканчивающимся в Сантьяго-де-Компостела через Германский путь святого Иакова (Хердекке — Хаген-Хаспе и Байенбург — Леннеп), Швейцарский Путь святого Иакова (ViaJacobi) и Французские Пути святого Иакова (Via Turonensis, Via Lemovicensis, Via Podiensis, Via Tolosane, Camino navarro) и составит общую протяженность 3909 километров.
В 2007 году в Кракове, Сандомире и Тарнобжеге были созданы инициативные группы, которые стали организовывать Малопольский Путь святого Иакова. Постепенно к этим группам стали присоединяться различные католические движение, такие как Братство святого Иакова, товарищество «Друзья Путей святого Иакова в Польше» и члены монашеского ордена доминиканцев из Сандомира и Тарнобжега.
Первый этап Малопольского Пути святого Иакова был открыт 25 октября 2008 года в Кракове. Весь Малопольский путь святого Иакова был открыт 25 июля 2009 года. Общая протяженность Малопольского Пути святого Иакова составила около 200 километров. Маршрут был разработан таким образом, чтобы он проходил через исторические места, связанные с древними паломничествами, кроме этого были включены современные паломнические центры. Малопольский путь святого Иакова включает в себя семь католических храмов, посвященных святому Иакову.

## Характер паломничества
Малопольский Путь святого Иакова, в отличие от других известных паломнических центров в Польше, характеризуется своей неорганизованностью и стихийностью. Паломники, решая совершить паломничество, самостоятельно выбирают удобные для себя время и группы. Паломники должны учитывать, что им придется нести свой багаж на себе и надеяться на гостеприимство со стороны местных жителей. Паломнический маршрут обозначен отличительными знаками, указывающими направление на Запад, в сторону Сантьяго-де-Кампостела. Эти знаки расположены на расстоянии ста метров друг от друга.

## Трасса

### Люблинский участок Пути святого Иакова
Малопольский Путь святого Иакова начинается в Люблине от церкви святого Иакова.

### Тарнобжегский участок Пути святого Иакова

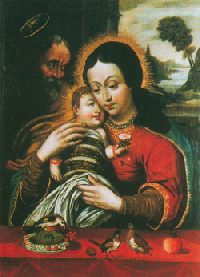
Тарнобжег, Доминиканская церковь, икона Матери Божьей Дзиковской

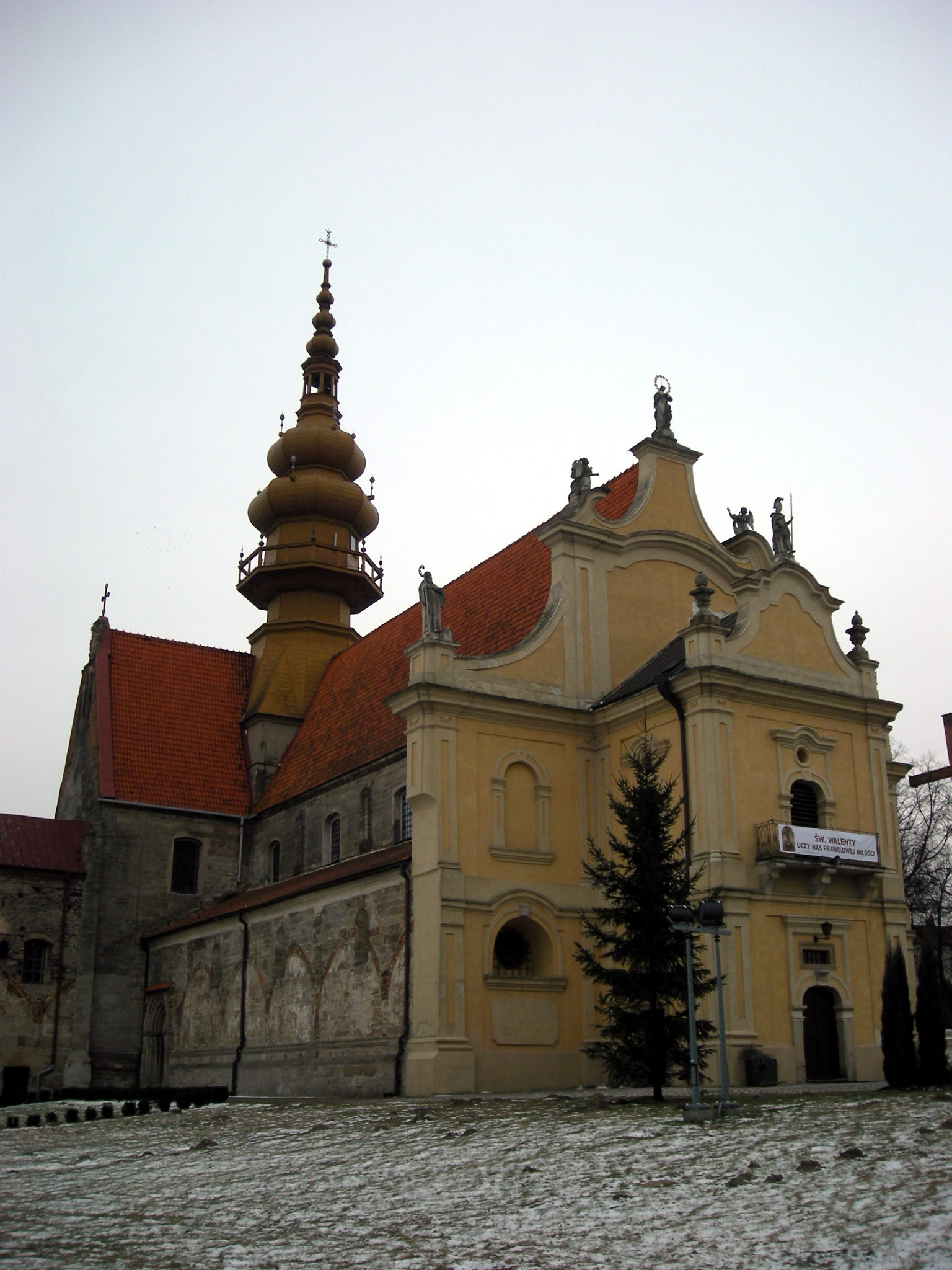
Копшивница, церковь святого Флориана

Вместо начала Малопольского Пути в Сандомире или Люблине альтернативный отправной пункт паломничества можно выбрать также и в Тарнобжеге. Трасса проходит через известные исторические места Польши. Общая продолжительность тарнобжегского отрезка Малопольского Пути святого Иакова составляет 21 километр.
- Тарнобжег
  - Старый город
  - Церковь Успения Пресвятой Богородицы в Тарнобжеге
  - по улице Костюшко
  - Пшивисле
  - улица Сокол
  - улица Висла
- паром через Вислу
- дорога № 758
- Чишица
- Блоне
- Копшивница
  - Церковь Пресвятой Девы Марии Розария
  - Церковь святого Флориана
  - ул. Флорианская
- Бешице Гурне
- Сквижова
- Сулиславице
  - Санктурий Матери Божьей Скорбящей Misericordia Domini
  - Церковь XII века
- Базув
- Рыбница

### Этап I

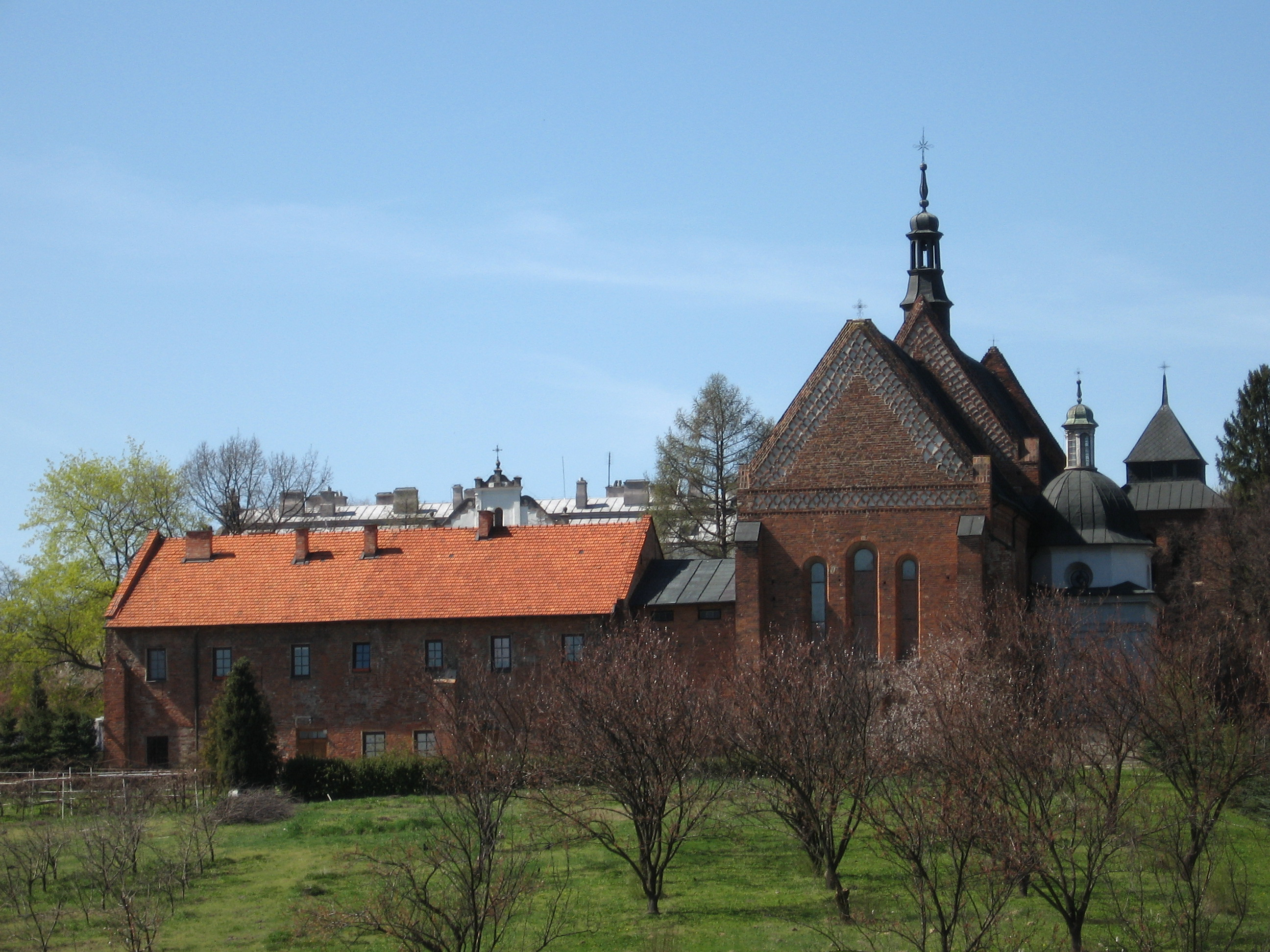
Церковь святого Иакова, Сандомир

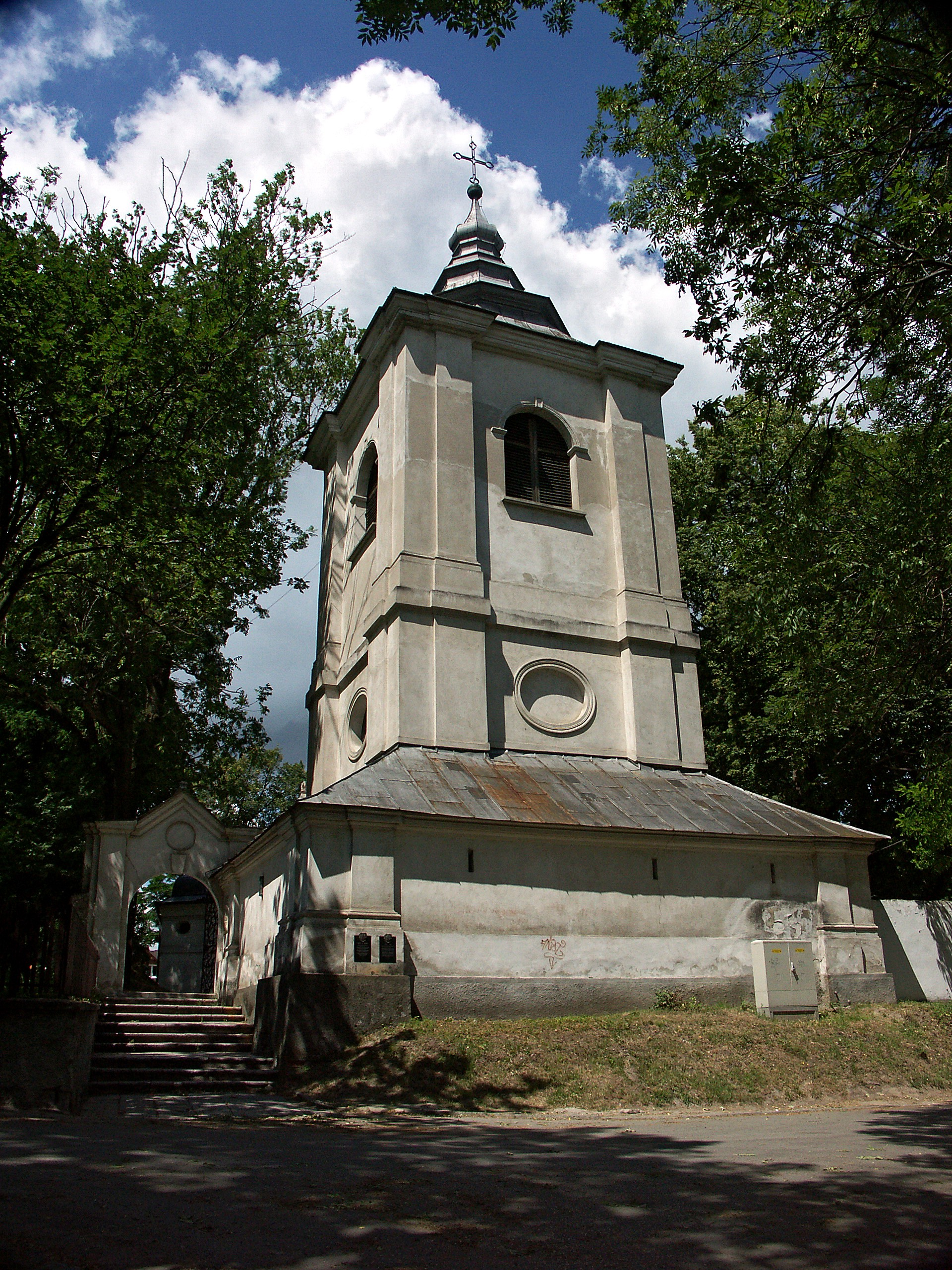
Церковь Обращения апостола Павла, Сандомир

| - Сандомир - Костёл Святого Иакова - ул. Старомеская (части города) - Костёл Обращения святого Павла - ул. Рокитэк - статуя святой Фёклы Иконийской - Коберники - Андрушковице - Мильчаны - Колония Мильчаны - Колония Злота - Велёгура - Сьвёнтники - Костёл святой Ядвиги Силезской - Сьмеховице - Наславице - Кробелице - Оссолин - Пэнховец - Пэнхув - Климонтув - Костел Пресвятой Девы Марии и святого Яцека - Костел святого Иосифа | - Шимановице - Наводзице - Часовня Матери Божьей Королевы Польши - Рыбница - Рыбница-Тракт - Смердына - Часовня Урсулы Ледуховской - Чайкув Полуднёвы - Костёл св. Варвары - Чайкув Подуховна - Висьнёва - Костёл Преображения Господня и Святого Духа - Штомберги - Поддембовец - Новакувка - Яшень - Котушув - Костёл Святого Иакова |  |

| - Шидлув - Костёл святого Владислава - Костёл всех святых - развалины церкви и госпиталя Святого Духa - Стары Солец - Каргув - Костёл Божьей Матери Ченстоховской - Забоже - Колачковице - Стжалкув - Нова Весь - Блонец - Щаворыж - Костёл Святого Иакова | - Скотник Дуже - Баранув - Добровода - Костёл Марии Магдалины - Будзынь - Подденьбе - Хотель Червоны - Костёл святого Варфоломея - Горыславице - Костёл святого Лаврентия - Висьлица - Базилика Рождества Девы Марии - Церковь святого Николая |  |

| - Конецмосты - Юркув - Костёл святой Терезы Авильской - Пелчицка - Костёл святого Войцеха - Проболовице | - Чарноцин - Костёл Успения Девы Марии - Селец Колония - Скалбмеж - Костёл Иоанна Крестителя - Темпочув - Незвоёвице - Палэчница - Костёл святого Иакова | - Негардув - Венцлавице - Краков |  |

## Источник
- Łygas Marek Grdeń Wiesław Winiarski Mieczysław: «Małopolska droga św. Jakuba. Od Sandomierza do Krakowa Przewodnik». Rewasz. ISBN 978-83-924296-0-9.
- Małopolska Droga św. Jakuba. Przewodnik pielgrzyma, Wydawnictwo «Czuwajmy», Kraków (пол.)